# Матвеев, Валерий Николаевич
Вале́рий Никола́евич Матве́ев (род. 1940) — российский актёр театра, певец (тенор). Народный артист России (2008).

## Биография
Окончил строительный институт, работал инженером.
В 1970 г. окончил Московскую государственную консерваторию имени П. И. Чайковского по классу сольного пения, класс В. Л. Гусельникова.
С 1970 г. — солист-вокалист Государственного музыкального театра Карельской АССР
С 1981 г. — солист-вокалист Ленинградского государственного театра Музыкальной комедии.

## Основные роли
| - Ленский — «Евгений Онегин», П. И. Чайковский - Канио (Паяцы) - Кудекуш («Меч кузнеца» Ю. Зарицкого) - Меньоне («Влюблённые обманщики» Й. Гайдна) - Парис и Князь («Прекрасная Елена» и «Дочь тамбурмажора» Ж. Оффенбаха) - Флоридор — «Мадемуазель Нитуш», Ф. Эрве - Пигмалион («Прекрасная Галатея» Ф. Зуппе) - Генрих Айзенштайн — «Летучая мышь», И. Штраус | - Петер Тёрек (1982) — «Марица», И. Кальман - Арман («Фраскита» Ф. Легара, 1984) - Певец («Труффальдино» А. Колкера) - Лыняев («Судьба-индейка» С. Баневича), - Белогвардеец ("Я другой такой страны не знаю… М. Аптекмана) - Герцог («Продавец птиц» К. Целлера) - Король («Мадам Помпадур» Л. Фалля) - Гарри Тревор («Целуй меня, Кэт» К. Портера) - Артур Нойвирт («Весенний парад» Р. Штольца) |

## Награды
- Заслуженный артист Карельской АССР (1975)
- Заслуженный артист РСФСР (1981)
- Народный артист России (2008)[2]
- Медаль ордена «За заслуги перед Отечеством» II степени (2020)[3]